# Oligia marmorata
Oligia marmorata är en fjärilsart som beskrevs av Heydemann 1942. Oligia marmorata ingår i släktet Oligia och familjen nattflyn. Inga underarter finns listade i Catalogue of Life.